# Kurt Rudolph Leube
Kurt Rudolph Leube (ur. 27 czerwca 1943 roku w Salzburgu) – austriacki ekonomista. Specjalizuje się w austriackiej szkole ekonomicznej, ekonomii politycznej oraz historii myśli ekonomicznej.

## Życiorys
Kształcił się w Austrii i Niemczech. Od 1969 do 1977 roku był asystentem Friedricha Hayeka na Uniwersytecie w Salzburgu. Wykładał na Uniwersytecie w Salzburgu. Obecnie jest dyrektorem naukowym European Center of Austrian Economics Foundation (ECAEF) z siedzibą w Vaduz (Liechtenstein). Jest redaktorem naczelnym dwujęzycznej serii książek "ECAEF-Studien zur Wirtschafts- und Gesellschaftsordnung". Jest pracownikiem naukowym (research fellow) na Hoover Institution od 1983 r.. Jest również wykładowcą na prywatnej uczelni SMC University (dawniej Swiss Management Center) w Wiedniu oraz ekspertem w Liechtenstein Academy. W 1985 r. został profesorem ekonomii na Uniwersytecie Stanowym Kalifornii w Hayward, a w 2002 r. został profesorem emerytowanym. Wykłada "ekonomię austriacką" na Uniwersytecie Stanforda. Jest także profesorem wizytującym na Uniwersytecie Aix-Marseille z siedzibą w Aix-en-Provence oraz Marsylii, Uniwersytecie im. Francisco Marroquín w Gwatemali oraz Uniwersytecie Karola w Pradze.
Jest laureatem wielu nagród, w tym Nagrody im. F. Leroy Hill nadawanej przez Institute for Humane Studies na Uniwersytecie George'a Masona w 1984 roku. Był założycielem "Libertas International" w 1983 roku. Jest członkiem Europeum Institute, Ludwig Erhard Stiftung, Wirtschaftsforum der Führungskrâfte oraz Stowarzyszenia Mont Pelerin. Pisał m.in. dla niemieckiego miesięcznika eigentümlich frei oraz australijskiego miesięcznika Policy Magazine (wydawanego przez think tank Centre for Independent Studies).
Od 1983 r. mieszka w Kalifornii (USA).

## Wybór twórczości
- red. wspólnie z Chiaki Nishiyama, "The Essence of Hayek" (Hoover Institution Press, 1984, 2001)
- red. wspólnie z Thomasem Gale Moore, "The Essence of Stigler" (Hoover Institution Press, 1986)
- red. "The Essence of Friedman" (Hoover Institution Press, 1987, 1990, 2003)
- "The Essence of Schumpeter" (2000)
- "An Austrian in France" (1999)
- "Der unbekannte Mises" (2002)